# Браун, Барнум
Ба́рнум Бра́ун (англ. Barnum Brown; 12 февраля 1873, Карбондейл — 5 февраля 1963, Нью-Йорк) — американский палеонтолог. Считается одним из самых известных «охотников за динозаврами» XX столетия.
Наиболее значимые открытия Барнума Брауна связаны с Американским музеем естественной истории, в отделе палеонтологии позвоночных которого он проработал более 45 лет. С 1897 по 1910 годы Браун занимал должность ассистента куратора (англ. Assistant Curator), с 1910 по 1926 годы должность младшего куратора (англ. Associate Curator) и с 1926 по 1942 годы должность куратора (англ. Curator) отдела. Вынужденно оставив работу, Браун ещё в течение 20 лет поддерживал тесную связь с музеем, сохраняя за собой почётное звание куратора в отставке (англ. Curator Emeritus).
Основная область раскопок Брауна располагалась в малонаселённых штатах Дикого Запада: Вайоминге, Монтане, Колорадо, Южной Дакоте, Аризоне и Техасе, а также в канадской провинции Альберта. Он также предпринял палеонтологические экспедиции на Кубу, в Патагонию, Абиссинию, Южную Азию, на средиземноморский остров Самос и в Гватемалу.
Наиболее известные находки Брауна — остатки трёх неполных скелетов доселе неизвестного тираннозавра, обнаруженных им в 1900, 1902 и 1908 годах в Вайоминге и Монтане (формация Хелл-Крик, поздний мел). Экземпляр 1902 года, найденный в пустынной местности в Монтане, спустя три года был использован при научном описании вида. Огромное для науки значение имело исследование палеонтологически богатого района в долине реки Ред-Дир в Альберте, где было добыто значительное количество окаменелых остатков, в том числе неизвестных ранее видов. Раскопки на севере Вайоминга в 1932 году в карьере, известном как Howe Quarry, привели к открытию большого кладбища динозавров юрского периода, погибших одномоментно либо за очень короткий промежуток времени.
Палеонтологические исследования Брауна не ограничивались исключительно динозаврами. Он также занимался поисками остатков вымерших млекопитающих, в том числе предков человека. В горах Сивалик на севере Индии и Пакистана ему удалось найти три фрагмента челюсти ископаемого примата, известного как сивапитек. В США Брауну первому из современных учёных удалось обнаружить следы археологической культуры Фолсом, доказавшей присутствие современного человека на американском континенте более 11 тыс. лет назад.
В отличие от многих своих современников, Браун отдавал предпочтение работе «в поле» и зачастую мало уделял внимания публикации своих открытий, предоставляя это право коллегам. Тем не менее, за годы активных поисков вышло в свет около сотни работ, часть из которых была посвящена описанию новых видов. На сегодняшний день авторство как минимум восьми динозавров — анкилозавра, критозавра, завролофа, гипакрозавра, анхицератопса, коритозавра, лептоцератопса и прозавролофа — принадлежит Брауну. Он также является автором описания мезозойской крокодилоподобной рептилии Protosuchus.

## Биография

### Детство и юность
Барнум Браун родился в 1873 году на окраине только что образованного городка Карбондейл в штате Канзас. За несколько лет до рождения мальчика его родители — Уильям Браун (William Brown, 1833—1907) и Клара Силвер (Clara Silver, 1840—1902) — застолбили на незаселённой территории участок земли, построили на нём хижину и основали ферму. Барнум оказался четвёртым и самым младшим ребёнком в семье. Чтобы при распространённой фамилии его имя всё же выделялось, мальчика назвали в честь знаменитого в то время шоумена и антрепренёра Финеаса Барнума. Склонность к будущей профессии проявилась у Брауна ещё в детстве: он собирал и коллекционировал раковины моллюсков и другие необычные предметы, оказавшиеся на поверхности земли после вспашки.
В 1893 году Барнум поступает в Канзасский университет, где знакомится с преподавателем, профессором геологии Сэмюэлем Уиллистоном, известным по поискам динозавров в пользу Отниела Марша. Под руководством профессора Барнум принимает участие в двух палеонтологических экспедициях в Южной Дакоте и Вайоминге; при этом во второй из них студентам, сопровождающим Уиллистона, удаётся разыскать череп трицератопса — распространённого растительноядного динозавра конца мелового периода.

### Устройство на работу
Учёба Брауна приходится на период так называемой «динозавровой золотой лихорадки» (англ. Dinosaur gold rush), катализатором которой стало скандальное соперничество Отниела Марша и Эдварда Копа. Взаимные обвинения двух именитых и эксцентричных палеонтологов в прессе привели к всплеску интереса широкой публики к почти незнакомым до этого динозаврам; желая привлечь посетителей, многочисленные музеи принялись приобретать уже собранные коллекции вымерших рептилий.
Среди институтов не стал исключением Американский музей естественной истории, чей президент Моррис Джесуп видел свою деятельность в совмещении передовых научных достижений и коммерческой выгоды. В поисках амбициозного человека, который согласился бы заняться поисками окаменелостей, музей обратился за помощью к Уиллистону. Профессор без колебаний предложил рассмотреть кандидатуру Брауна, которого считал лучшим своим учеником. В рекомендательном письме, которое Уиллистон адресовал сотруднику музея Джекобу Уортману (Jacob Wortman), он охарактеризовал Брауна следующим образом:

Браун сопровождал меня в двух экспедициях, и я считаю его лучшим из полевых исследователей в этой области, которых я когда-либо встречал. Он энергичен, вынослив, без усталости проходит пешком 30 миль в день. Он очень скрупулёзен во всех своих привычках, очень честен и добросовестен. Он был одним из лучших моих студентов по предметам анатомия, геология и палеонтология и практически избавил меня от всех забот в моей последней экспедиции.
Оригинальный текст (англ.)
Brown has been with me on two expeditions, and is the best man in the field that I ever had. He is very energetic, has great powers of endurance, walking thirty miles a day without fatigue, is very methodical in all his habits, and thoroughly honest. He has good ability as a student also and has been a student with me in anatomy, geology and paleontology. He practically relieved me of all care in my last expedition.

Сотрудничество Брауна с Американским музеем естественной истории не только сыграло огромную роль в его персональной судьбе, но и сделало организацию одной из передовых в области палеонтологии. Если в 1897 году, когда только что получивший степень магистра Браун был взят на позицию ассистента куратора отдела палеонтологии позвоночных, музей не имел ни одного соответствующего экспоната, то на момент смерти учёного в 1963 году он обладал самой представительной коллекцией ископаемых ящеров в мире.

### Комо-Блафф, 1897
В первый год работы Брауна отправили в экспедицию в Вайоминг в район хребта Комо-Блафф, где он должен был осмотреть старый карьер Отниела Марша с отложениями верхней юры (формация Моррисон). Первая попытка оказалась неудачной: произведя раскопки, искатель пришёл к выводу, что предыдущие владельцы карьера основательно его почистили. Во второй половине летнего сезона к Брауну присоединился прибывший с инспекцией куратор отдела Генри Осборн. Оставив разработку карьера, они вместе осмотрели окрестности и наткнулись на торчащие из земли кости. Найденные части скелета диплодока, из которых выделялась хорошо сохранившаяся тонкая и трубчатая бедренная кость, стали первыми остатками динозавров, представленными в экспозиции музея. Вскоре к Брауну и Осборну присоединилась группа присланных к ним на подмогу палеонтологов: Джекоб Уортман, Альберт Томсон (Albert Thomson), Уолтер Грейнджер и Уильям Мэтью. Вслед за ещё одним скелетом, на этот раз бронтозавра, экспедиторам удалось обнаружить большой холм в нескольких милях к северу от Комо-Блафф, усыпанный остатками динозавров. Как признался Дуглас Престон в посвящённой музею книге «Dinosaurs in the Attic», костей в округе было больше, чем окружающих их камней.
Открытый карьер получил название Bone Cabin Quarry в честь хижины местного пастуха, полностью построенной из костей. С 1898 по 1901 годы, уже без участия Брауна, в нём было добыто более 65 тонн окаменелостей, в том числе скелеты камптозавра, камаразавра, стегозавра и дриозавра.

### Патагония, 1898—1900
Следующей значимой экспедицией Брауна становится поездка в 1898—1900 годах в южную Патагонию, организованная профессором Принстонского университета Уильямом Скоттом. Целью экспедиции стал поиск свидетельств ранней эволюции млекопитающих, гипотезу о зарождении которых в странах Южной Америки выдвинул аргентинский натуралист Флорентино Амегино. Возглавил экспедицию опытный палеонтолог Джон Хетчер, начинавший свою карьеру с поиска динозавров в пользу Отниела Марша. Участники экспедиции высадились на берег в городе Пунта-Аренас на юге Чили и затем по бездорожью в повозке на лошадях достигли озера Пуэйрредон в Андах, где годом ранее Хетчер открыл отложения раннего миоцена (формация Санта-Крус. Результат поездки оказался более чем скромным, однако уже на обратном пути в районе приморского города Пуэрто-Санта-Крус Брауну удаётся обнаружить череп, челюсть и позвонок ископаемого дельфина Argyrocetus. Искатель принимает решение задержаться в Патагонии, чтобы продолжить поиски организмов, в то время как остальные участники экспедиции возвращаются в Нью-Йорк.
С апреля 1899 по февраль 1900 года Браун в одиночку проводит изыскания на побережье аргентинской провинции Санта-Крус. Он осматривает пересохшие русла рек, береговые скалы и обнажаемые во время отлива участки моря. Например, на мелководье во время отлива был найден и вытащен на берег череп астрапотерия — очень редкого крупного млекопитающего, размерами сравнимого с современным бегемотом. Результатом поездки стали 4,5 тонны палеонтологического материала, отправленного в музей, состоящего главным образом из остатков миоценовых млекопитающих: неполнозубых, литоптернов и нотоунгулятов.
| Фороракосы                              | Psilopterus australis     | Череп и челюсти         | 1899 | Ящеротазовые динозавры                              | AMNH 9157 |
| Глиптодонты                             | Propalaehoplophorus minor | Череп и панцирь         | 1899 | Млекопитающие и вымершие родственные формы «Уоллес» | AMNH 9197 |
| Megatheriidae (Неполнозубые)            | Hapalops ruetimeyeri      | Свободно-стоящий скелет | 1899 | Млекопитающие и вымершие родственные формы «Уоллес» | AMNH 9250 |
| Диадиафорус (Южноамериканское копытное) | Diadiaphorus majusculus   | Череп и нижняя челюсть  | 1899 | Высокоразвитые млекопитающие «Мильштейн»            | AMNH 9291 |
| Диадиафорус                             | Diadiaphorus majusculus   | Кости задней стопы      | 1899 | Высокоразвитые млекопитающие «Мильштейн»            | AMNH 9196 |
| Тоатерий (Южноамериканское копытное)    | Thoatherium minisculum    | Кости задней стопы      | 1899 | Высокоразвитые млекопитающие «Мильштейн»            | AMNH 9167 |
| Несодон (Южноамериканское копытное)     | Nesodon imbricatus        | Череп и нижняя челюсть  | 1899 | Высокоразвитые млекопитающие «Мильштейн»            | AMNH 9234 |

### Вайоминг, Аризона, Колорадо, 1900—1901
Крупные находки в отложениях формации Моррисон позволили Американскому музею естественной истории к началу XX века создать приличную коллекцию динозавров, живших во времена юры. С другой стороны, фауна следующего за ним мелового периода была представлена весьма незначительно, несмотря на многочисленные открытия в этой области. Одним из наиболее желанных экспонатов, за которым одновременно охотились сразу несколько институтов, являлись остатки трицератопса — рогатого растительноядного динозавра (среди крупных бизнесменов, стремившихся его приобрести, выделялись Эндрю Карнеги и основатель Филдовского музея естественной истории Маршалл Филд). Следуя по стопам открывшего этого ящера в 1888 году Джона Хетчера, Браун отправляется на север Великих Равнин в округ Вестон (Вайоминг) недалеко от границы с Южной Дакотой, где занимается поисками в отложениях формации Ланц.
Основная цель экспедиции — обнаружение черепа трицератопса в удовлетворительном состоянии — достигнута не была, однако Браун попутно находит почти полный скелет утконосого динозавра Claosaurus. Кроме того, в ходе этой поездки Браун впервые обнаруживает фрагменты скелета тираннозавра, которые ошибочно принимает за неизвестного науке предка цератозавра. Изучив отправленный в музей материал, непосредственный начальник Брауна Генри Осборн описывает новый вид и присваивает ему название Dynamosaurus imperiosus. Спустя несколько лет он же при сравнении с более поздней находкой (но ранним описанием) тираннозавра оставляет ему оригинальное название Tyrannosaurus rex.
В 1901 году Осборн принимает решение отложить поиски трицератопса и отправляет Брауна сначала в палеоботаническую экспедицию, организованную Смитсоновским институтом в долину реки Литл-Колорадо (Аризона) с триасовыми отложениями, а затем в штат Колорадо с миоценовой формацией в окрестностях города Стерлинг. В первом случае Браун добывает частичный скелет крокодилоподобного фитозавра из рода белодонов, во втором обнаруживает череп и часть скелета предка современной лошади протогиппуса, а также фрагменты скелетов ископаемого вилорога Ramoceros, древнего верблюда, грызуна и ореодонта.

### Монтана, 1902, 1904—1908
Летом 1902 года Браун вместе с помощником Ричардом Луллом (Richard Swann Lull) отправляется в безлюдную местность между населёнными пунктами Майлс-Сити и Джордан в Монтане. Расположенный здесь палеонтологически богатый и на тот период времени почти неисследованный комплекс, получивший название формации Хелл-Крик, стал известен благодаря американскому натуралисту Уильяму Хорнадею. Известный зоолог, среди прочего основавший Зоопарк Бронкса, изучал поведение чернохвостого оленя и случайно наткнулся на остатки трицератопса, поисками которых занимался музей. Хотя на поверку обнаруженный им скелет оказался плохого качества, Браун сумел не только отыскать ещё один в более удовлетворительном состоянии, но также объявить о гораздо более интригующей находке. В своём письме к Осборну он описывает открытие нового вида следующим образом:

Карьер № 1 содержит бедровую, лобковую, плечевую кости, три позвонка и две неопределённые кости крупного плотоядного динозавра, не описанного Маршем… Я не видел ничего подобного, относящегося к меловому периоду. Кости погружены в твёрдую, как кремень, коагуляцию из голубого песчаника и для экстракции требуют большого труда.
Оригинальный текст (англ.)
Quarry No. 1 contains the femur, pubes, humerus, three vertebrae and two undetermined bones of a large Carnivorous Dinosaur not described by Marsh.... I have never seen anything like it from the Cretaceous. These bones are imbedded in flint-like sandstone concretions and require a great deal of labor to extract.
— Из письма Брауна к Осборну 12 августа 1902 года. Каталог 2:3 B2 F6, 8/12/1902
В 1905 году в официальном бюллетене музея выходит статья Генри Осборна «Tyrannosaurus and other Cretaceous carnivorous dinosaurs», в которой автор на основании находки описывает вид ранее неизвестного хищного динозавра и присваивает ему название Tyrannosaurus rex — «король ящеров». В этой публикации Осборн указывает на Брауна как на первооткрывателя животного, однако при этом его имя отсутствует в числе авторов работы. Летом того же года Браун продолжает искать недостающие части скелета. Подняв на поверхность большое количество твёрдого грунта, он извлекает ещё некоторое количество фрагментов, в том числе бедровую, плечевую, лопаточную, подвздошную, пястные кости, кости черепа и челюсти, несколько рёбер. Собранные воедино на специально созданном для этого постаменте, остатки были торжественно выставлены в зале музея в конце 1906 года.
В 1908 году, вновь проводя изыскания в Хелл-Крике, Браун вместе с помощником Питером Кайзеном (Peter Kaisen) наткнулся на ещё один скелет тираннозавра в 30 милях (около 50 км) к востоку от первой находки. В отличие от первого экземпляра, этот был практически полным и к тому же был погружён в значительно более мягкий грунт. Благодаря последнему обстоятельству его удалось в течение летнего сезона извлечь на поверхность и на лошадях доставить на ближайшую железнодорожную станцию Глазго в 45 милях (~70 км) от места раскопок. Этот экземпляр в настоящее время украшает зал ящеротазовых динозавров музея. Первая находка в начале Второй мировой войны была продана в Музей естественной истории Карнеги: администрация музея опасалась, что немецкая авиация может уничтожить историческую ценность.
Возвращаясь к 1902 году — помимо трицератопса и тираннозавра, в экспедиции в Хелл-Крик Браун также добыл скелеты крокодилоподобной рептилии хампсозавра и анатотитана, которые в настоящее время также представлены в экспозиции музея. После небольшого перерыва, связанного с поисками остатков морской фауны в Вайоминге и Южной Дакоте, Браун вернулся в Монтану в июле 1904 года. Во время осмотра отложений формации Кловерли (нижний мел) недалеко от города Биллингс был найден в прекрасном состоянии череп узконосого крокодила Teleorhinus.
| Список экспонатов музея, собранных Барнумом Брауном на западе США в 1900—1909 годы | Список экспонатов музея, собранных Барнумом Брауном на западе США в 1900—1909 годы | Список экспонатов музея, собранных Барнумом Брауном на западе США в 1900—1909 годы | Список экспонатов музея, собранных Барнумом Брауном на западе США в 1900—1909 годы | Список экспонатов музея, собранных Барнумом Брауном на западе США в 1900—1909 годы | Список экспонатов музея, собранных Барнумом Брауном на западе США в 1900—1909 годы | Список экспонатов музея, собранных Барнумом Брауном на западе США в 1900—1909 годы | Список экспонатов музея, собранных Барнумом Брауном на западе США в 1900—1909 годы |
| Группа                                                                             | Вид                                                                                | Материал                                                                           | Год                                                                                | Ближайший город                                                                    | Зал                                                                                | Каталог                                                                            |                                                                                    |
| ---------------------------------------------------------------------------------- | ---------------------------------------------------------------------------------- | ---------------------------------------------------------------------------------- | ---------------------------------------------------------------------------------- | ---------------------------------------------------------------------------------- | ---------------------------------------------------------------------------------- | ---------------------------------------------------------------------------------- | ---------------------------------------------------------------------------------- |
| Choristodera                                                                       | Champsosaurus laramiensis                                                          | череп                                                                              | 1902                                                                               | Джордан, Монтана                                                                   | Первобытные позвоночные животные                                                   | AMNH 982                                                                           |                                                                                    |
| Тираннозавриды                                                                     | Tyrannosaurus rex                                                                  | свободно-стоящий скелет                                                            | 1908                                                                               | Джордан, Монтана                                                                   | Ящеротазовые динозавры                                                             | AMNH 5027                                                                          |                                                                                    |
| Pholidosauridae                                                                    | Teleorhinus robustus                                                               | череп, нижняя челюсть                                                              | 1904                                                                               | Хот-Спрингс, Южная Дакота                                                          | Первобытные позвоночные животные                                                   | AMNH 5850                                                                          |                                                                                    |
| Гадрозавриды                                                                       | Kritosaurus navajovius                                                             | череп                                                                              | 1904                                                                               | Аризона                                                                            | Птицетазовые динозавры                                                             | AMNH 5799                                                                          |                                                                                    |
| Эдмонтозавры                                                                       | Anatotitan copei                                                                   | свободно-стоящий скелет                                                            | 1902                                                                               | Джордан, Монтана                                                                   | Птицетазовые динозавры                                                             | AMNH 5886                                                                          |                                                                                    |
| Цератопсиды                                                                        | Triceratops horridus                                                               | свободно-стоящий частичный скелет                                                  | 1909                                                                               | Сенд-Крик, Монтана                                                                 | Птицетазовые динозавры                                                             | AMNH 5033                                                                          |                                                                                    |
| Вилороговые                                                                        | Ramoceros osborni                                                                  | свободно-стоящий скелет                                                            | 1901                                                                               | Стерлинг, Колорадо                                                                 | Высокоразвитые млекопитающие «Мильштейн»                                           | AMNH 9476                                                                          |                                                                                    |
| Лошадиные                                                                          | Hypohippus osborni                                                                 | свободно-стоящий скелет                                                            | 1901                                                                               | Стерлинг, Колорадо                                                                 | Высокоразвитые млекопитающие «Мильштейн»                                           | AMNH 9407                                                                          |                                                                                    |

### Фауна древнего моря, 1903—1904
В 1903 и частично 1904 годах Барнум Браун посещает область на западе штатов Вайоминг и Южная Дакота и проводит изыскания несколько восточнее в окрестностях населённого пункта Эджмонт в Южной Дакоте. Примерно до середины мелового периода этот район был покрыт частью Мирового океана и в настоящее время известен как Западное внутреннее море. Морские отложения глинистого сланца двух разновозрастных формаций — Пьер-Шейл и Ниобрара — сохранили большое количество остатков водных рептилий, главным образом мозазавров. Брауну удалось добыть более десятка экземпляров этих похожих на современных варанов морских ящериц, а также множество скелетов плезиозавра с черепами.
В экспедициях 1904 года Брауна сопровождала его первая жена Марион. Профессиональный биолог, она попутно занималась изучением насекомых и совместные с мужем приключения описала в дневнике, озаглавив его «Log Book of the Bug Hunters». Рукопись готовилась к печати, однако так никогда и не была опубликована.

### Ред-Дир, 1910—1915
В период с 1910 по 1915 годы Браун возглавляет шесть ежегодных экспедиций в долину реки Ред-Дир в канадской провинции Альберта, где расположены ещё более древние по сравнению с Хелл-Крик формации — Формост, Олдман и Дайносор-Парк (их возраст варьирует в пределах от 75 до 79 млн лет). При практически полном отсутствии дорог группа исследователей, в которую также входили ассистенты Питер Кайзер, Уильям Катлер (William E. Cutler) и Клейтон Прайс (Clayton Sumner Price), сплавляется вниз по течению на специально построенной для этого плоскодонной лодке — плоту. По словам самого Брауна, местами окаменелостей было так много, что он вынужден был «путешествовать с закрытыми глазами, чтобы не видеть больше, чем мог собрать».
Во время экспедиций на реке Ред-Дир по соседству работала группа нанятых Геологическим управлением Канады специалистов, которую возглавил известный американский палеонтолог Чарльз Штернберг. Несмотря на конкуренцию, группе Брауна удалось собрать внушительную коллекцию окаменелостей: по его словам, было добыто до 300 крупных экземпляров, две трети из которых впоследствии были выставлены в экспозициях различных музеев. Как минимум 22 из них до сих пор украшают залы птицетазовых и ящеротазовых динозавров Американского музея естественной истории. Восемь скелетов из собранной коллекции — цератопсиды Chasmosaurus kaiseni, Monoclonius cutleri и Styracosaurus parksi, гадрозавры Corythosaurus casuarius и Prosaurolophus maximus, дромеозавр Dromaeosaurus albertensis и пахицефалозавр Ornatotholus browni — считаются типовыми, то есть по сути открытыми Брауном.
Другие заметные находки этого периода — хрупкий (и потому очень редкий) череп похожего на страуса динозавра Struthiomimus из семейства орнитомимидов, хорошо сохранившиеся череп и хвост анкилозавра. Некоторые важные окаменелости были помечены Брауном, но не собраны вследствие нехватки времени и места. В частности, это относится к типовому (и единственному на сегодняшний день) экземпляру эотрицератопса, который по заметкам Брауна был добыт и описан канадскими специалистами лишь в первой декаде XXI века, а также большому количеству скелетов альбертозавров (в том числе ювенильных), вытащенных на поверхность в 1997 году сотрудниками Королевского Тиррелловского палеонтологического музея.
| Горгозавры              | Albertosaurus libratus     | скелет в барельефе                | 1914      | Ящеротазовые динозавры | AMNH 5458 |
| Struthiomimus           | Struthiomimus altus        | скелет в барельефе                | 1914      | Ящеротазовые динозавры | AMNH 5339 |
| Struthiomimus           | Struthiomimus altus        | скелет в барельефе                | 1913      | Ящеротазовые динозавры | AMNH 5421 |
| Анкилозавровые          | Ankylosaurus magniventris  | череп, хвост                      | 1910—1911 | Птицетазовые динозавры | AMNH 5214 |
| Сколозавры              | Euoplocephalus tutus       | череп                             | 1913      | Птицетазовые динозавры | AMNH 5404 |
| Сколозавры              | Euoplocephalus tutus       | таз                               | 1914      | Птицетазовые динозавры | AMNH 5337 |
| Зауролофы               | Saurolophus osborni        | скелет в барельефе                | 1911      | Птицетазовые динозавры | AMNH 5220 |
| Гадрозавриды            | ?                          | нижняя челюсть                    | 1914      | Птицетазовые динозавры | AMNH 5350 |
| Гадрозавриды            | Prosaurolophus maximus     | череп                             | 1915      | Птицетазовые динозавры | AMNH 5386 |
| Гадрозавриды            | Lambeosaurus lambei        | череп                             | 1914      | Птицетазовые динозавры | AMNH 5353 |
| Гадрозавриды            | Lambeosaurus lambei        | череп                             | 1915      | Птицетазовые динозавры | AMNH 5373 |
| Коритозавры             | Corythosaurus casuarius    | гребень черепа                    | 1914      | Птицетазовые динозавры | AMNH 5348 |
| Коритозавры             | Corythosaurus casuarius    | скелет и участки кожи в барельефе | 1912      | Птицетазовые динозавры | AMNH 5240 |
| Коритозавры             | Corythosaurus casuarius    | участок кожи                      | 1914      | Птицетазовые динозавры | AMNH 5360 |
| Коритозавры             | Corythosaurus casuarius    | скелет в барельефе                | 1914      | Птицетазовые динозавры | AMNH 5338 |
| Коритозавры/Ламбеозавры | Corythosaurus/Lambeosaurus | ювенальный скелет в барельефе     | 1914      | Птицетазовые динозавры | AMNH 5340 |
| Центрозавры             | Centrosaurus apertus       | череп                             | 1912      | Птицетазовые динозавры | AMNH 5239 |
| Центрозавры             | Centrosaurus apertus       | скелет в барельефе                | 1914      | Птицетазовые динозавры | AMNH 5351 |
| Центрозавры             | Monoclonius cutleri        | частичный скелет с участками кожи | 1913      | Птицетазовые динозавры | AMNH 5427 |
| Цератопсиды             | Chasmosaurus kaiseni       | череп и нижние челюсти            | 1913      | Птицетазовые динозавры | AMNH 5401 |
| Цератопсиды             | Chasmosaurus belli         | череп и нижние челюсти            | 1913      | Птицетазовые динозавры | AMNH 5402 |
| Стиракозавры            | Styracosaurus albertensis  | скелет в барельефе                | 1915      | Птицетазовые динозавры | AMNH 5372 |

### Куба и Восточная Африка, 1918—1920
Помимо собственно палеонтологии, Барнум Браун осваивает смежную профессию геолога-разведчика месторождений нефти и других полезных ископаемых, что приобретает особую актуальность в ходе и по окончании Первой мировой войны. Начиная с 1917 года, он также консультирует Министерство финансов США по этим вопросам. Благодаря новому занятию учёный получает возможность не только совместить своё сотрудничество с Американским музеем естественной истории с сотрудничеством с другими работодателями, но также выезжать за пределы традиционных районов раскопок.
В 1918 году Барнум во второй раз (первый кратковременный визит состоялся в 1911 году) работает на Кубе: помимо поиска окаменелостей плейстоценовых млекопитающих в его задачи входят оценка недавно открытых месторождений меди и геологоразведка месторождений нефти.
В 1920 году Браун совершает поездку в Сомалиленд и Абиссинию, где по заказу Англо-Американской нефтяной компании (англ. Anglo American Oil company, впоследствии влившейся в современную ExxonMobil) занимается поисками нефтяных месторождений. Экспедиция не принесла крупных открытий ни в области геологоразведки, ни в области палеонтологии и более всего известна благодаря сохранившимся описаниям местных обычаев, весьма экзотических для культуры западного мира.

### Южная Азия, 1921—1923
Оппонируя Чарлзу Дарвину, Генри Осборн полагал, что колыбель человечества находится в Азии, где в отличие от Африки сильно пересечённая местность и прохладный климат могли дать толчок к началу использования орудий труда. Подтверждение своей теории Осборн нашёл в работах шотландского натуралиста Хью Фальконера, который в 1830-х годах в предгорьях Гималаев обнаружил остатки некоего млекопитающего, имеющего общие признаки с приматами. Основной задачей, с которой Осборн отправил Брауна на склоны хребта Сивалик (в первой половине XX века территория Индии, часть которой позднее отошла к Пакистану), были именно поиски антропоидов. Работая в окрестностях города Равалпинди и в горах Джамму, Браун, помимо всего прочего, обнаружил 3 фрагмента челюсти человекообразных обезьян, которые в начальном варианте были признаны остатками дриопитека, однако позднее переклассифицированы на сивапитека.
Помимо достижения основной цели, была собрана внушительная коллекция миоценовых животных: согласно письмам самого Брауна, в неё были включены два черепа мастодонта, два черепа предков бегемота, три черепа древнего носорога, четыре черепа гиппариона, семь черепов антилоп, черепа примитивных жирафов Giraffokeryx и Bramatherium, непарнокопытного млекопитающего из вымершего семейства халикотериевых Chalicotherium, пекари, верблюда, гавиала и оленя, а также скелеты двух крупных черепах. Не менее 19 экземпляров были признаны типовыми: по ним в разные годы были описаны четыре вида хоботных: Zygolophodon metachinjiensis, Protanancus chinjiensis, Gomphotherium browni и Paratetralophodon hasnotensis; семь видов антилоп: Selenoportax vexillarius, Tragoportax salmontanus, Tragocerus browni, Sivaceros gradiens, Strepsiportax gluten и Strepsiportax chinjiensis; два вида газели: Gazella lydekkeri и Antilope subtorta, носорог Gaindatherium browni, пекари Pecarichoerus orientalis, олень Cervus punjabiensis, трубкозуб Amhiorycteropus browni, куница Martes lydekkery, бамбуковая крыса Rhizomyides punjabiensis и дикобраз Sivacanthion complicatus.
В начале 1923 года Браун перемещается в соседнюю с Индией Мьянму, где вначале проводит консультации по поводу добычи нефти, а затем исследует эоценовые отложения в долине реки Иравади (окрестности города Енанджаун) и формации Пондаунг (Pondaung Formation) в западной части страны. Несмотря на отсутствие дорог, густые джунгли и фрагментарность отложений, исследователю удалось собрать небольшую коллекцию окаменелостей, среди которых особую значимость составил фрагмент нижней челюсти примата с тремя зубами, по которому был открыт один из наиболее древних предков высших приматов, получивший название амфипитека (Amphipithecus mogaungensis). Среди находок Браун также выделил полный череп небольшого антракотерия, верхний и нижний ряды зубов ещё одного антракотерия, нижнюю челюсть метаминодона и половину нижней челюсти стегодона с хорошо сохранившимися зубами. В ходе экспедиции в июне 1923 года исследователь перенёс тяжёлую болезнь — смертельно опасную форму малярии, во время которой за ним ухаживала его вторая жена Лилиан.
| Список экспонатов музея, собранных Барнумом Брауном в Южной Азии в 1921—1923 годах | Список экспонатов музея, собранных Барнумом Брауном в Южной Азии в 1921—1923 годах | Список экспонатов музея, собранных Барнумом Брауном в Южной Азии в 1921—1923 годах | Список экспонатов музея, собранных Барнумом Брауном в Южной Азии в 1921—1923 годах | Список экспонатов музея, собранных Барнумом Брауном в Южной Азии в 1921—1923 годах | Список экспонатов музея, собранных Барнумом Брауном в Южной Азии в 1921—1923 годах | Список экспонатов музея, собранных Барнумом Брауном в Южной Азии в 1921—1923 годах | Список экспонатов музея, собранных Барнумом Брауном в Южной Азии в 1921—1923 годах |
| Группа                                                                             | Вид                                                                                | Материал                                                                           | Год                                                                                | Ближайший город                                                                    | Зал                                                                                | Каталог                                                                            |                                                                                    |
| ---------------------------------------------------------------------------------- | ---------------------------------------------------------------------------------- | ---------------------------------------------------------------------------------- | ---------------------------------------------------------------------------------- | ---------------------------------------------------------------------------------- | ---------------------------------------------------------------------------------- | ---------------------------------------------------------------------------------- | ---------------------------------------------------------------------------------- |
| Гавиаловые                                                                         | Gavialis browni                                                                    | череп                                                                              | 1922                                                                               | Nathot                                                                             | Первобытные позвоночные животные                                                   | AMNH 6279                                                                          |                                                                                    |
| Сухопутные черепахи                                                                | Colossochelys atlas                                                                | свободно-стоящий скелет                                                            | 1922                                                                               | Чандигарх                                                                          | Первобытные позвоночные животные                                                   | AMNH 6332                                                                          |                                                                                    |
| Мамонты                                                                            | Mammuthus sp.                                                                      | секционный коренной зуб                                                            | 1922                                                                               | Чандигарх                                                                          | Высокоразвитые млекопитающие «Мильштейн»                                           | AMNH 1922                                                                          |                                                                                    |
| Мамонты                                                                            | Mammuthus sp.                                                                      | секционный коренной зуб                                                            | 1922                                                                               | Чандигарх                                                                          | Высокоразвитые млекопитающие «Мильштейн»                                           | AMNH 19821                                                                         |                                                                                    |

### Самос, 1923—1924
Продолжая поиски приматов, Браун в 1923—1924 годах проводит раскопки на греческом острове Самос. С большим трудом получив разрешение от властей страны (которое включало в себя обязательство передачи любых новых открытий в пользу местного музея), он нанимает рабочих — беженцев из близлежащей Турции — и с их помощью разрабатывает несколько карьеров в формации Митилини (англ. Mytilini Formation), чей возраст оценивается в 7,2—7,0 млн лет. Многочисленные складки и разломы, а также воздействие древних морских течений привели к фрагментации окаменелостей. Тем не менее, Брауну удалось обнаружить несколько крупных фрагментов остатков миоценовых животных, относящихся к примитивному жирафу самотерию, двум видам лошадиных, двум видам носороговых, древней гиене иктитерию, небольшому оленю, антилопе Prostrepsiceros и нескольким видам птиц. Отправка коллекции в Америку чуть не сорвалась из-за одного местного чиновника, который выбрал наиболее ценные экспонаты для национального палеонтологического музея. Ситуацию удалось разрешить лишь после официального обращения американского консула в государственные органы Греции.
| Дикобразы | Hystrix primihenia                | череп                         | 1923 | Высокоразвитые млекопитающие «Мильштейн» | AMNH 20551 |
| Иктитерии | Ictitherium viverrinum            | череп, нижняя челюсть         | 1924 | Высокоразвитые млекопитающие «Мильштейн» | AMNH 20695 |
| Полорогие | Prostrepsiceros houtumschindeleri | верхняя часть черепа с рогами | 1924 | Высокоразвитые млекопитающие «Мильштейн» | AMNH 20575 |

### Поиски следов первобытного человека, 1927—1930
В первой трети XX века несколько научных организаций концентрировали своё внимание на изучении эволюции человека. В частности, поиском ископаемых приматов и стоянок эпохи палеолита занимался Американский институт естественной истории; его президент Генри Осборн выбрал эволюционное учение в качестве одного из приоритетов своей научной деятельности. Одно из предполагаемых открытий Осборна — существование примитивного антропоида (получившего название гесперопитек) на территории Северной Америки — оказалось ложным: найденные в Небраске зубы (несколько штук были добыты Брауном) хоть и имели сходство с зубами приматов, всё же принадлежали к вымершему млекопитающему из семейства пекариевых.
Другое археологическое изыскание, в котором Барнум Браун принял непосредственное участие, привело к открытию древней охотничьей стоянки, а вместе с ней палеоиндейской культуры Фолсом. После несвязанных между собой сообщений о нахождении в пределах одного района остатков бизона с одной стороны и примитивных орудий труда с другой учёные выдвинули гипотезу, что эти две разнородные находки могут быть связаны между собой. В 1927—1928 годах Браун совместно с Питером Кайзеном произвёл раскоп в указанном месте в штате Нью-Мексико. На поверхность были извлечены несколько фрагментов скелетов вымершего подвида бизона Bison bison antquus, а также обнаруженные вместе с ними 11 наконечников копий. Один из этих фрагментов, сочетающий в себе кости и орудия труда, в настоящее время украшает зал высокоразвитых млекопитающих музея. По итогам открытия была создана обширная программа по поиску следов других поселений, которая в частности включила в себя исследование пещер в нескольких юго-восточных штатах США. В рамках этого проекта Браун открыл ещё несколько временных стоянок в Юте и Неваде, в том числе одну крупную в окрестностях населённого пункта Лавлок.
В 1930 году к востоку от местности Камерон в Аризоне Браун обнаружил жилище индейцев из культуры Анасази. Небольшая деревянная постройка округлой формы содержала отходы кукурузы, зернотёрку, глиняную посуду, подвески, а также ракушечные бусы.

### В годы Великой депрессии, 1930—1935
Крах на Нью-Йоркской бирже в 1929 году и последующая за ним Великая депрессия привели к постепенному истощению фондов музея. В частности, это привело к сокращению бюджета экспедиций, которые становились всё короче и малочисленнее. Отчасти положение спасали спонсоры — нефтяные компании и радиостанции, освещавшие громкие открытия. Как и в начале карьеры, Браун вернулся к поискам динозавров и других организмов в западной части США. В 1930 году в триасовых отложениях в местности Камерон (Аризона) ему удаётся добыть до этого неизвестный и хорошо сохранившийся скелет древнего крокодилоподобного ящера из ранней юры, получившего название Protosuchus.
Летом 1931 года музеем была организована экспедиция в окрестности города Биллингс в Монтане, где четырьмя годами ранее были обнаружены остатки камптозавра (как выяснилось позднее, тенонтозавра — ранее неизвестного растительноядного динозавра из инфраотряда орнитоподов). Возглавивший группу Браун неподалёку от основной цели поездки обнаружил фрагменты скелетов ещё нескольких животных, имевших общие черты с тенонтозавром, но меньшего размера и с более лёгкими, полыми костями. Одна из этих находок, состоявшая из части черепа, позвоночника и конечностей, была извлечена из известняка и доставлена в музей, где долгое время хранилась в запаснике. Учёный присвоил ящеру предварительное название Daptosaurus agilis, но так и не закончил описание. Спустя 30 лет незадолго до смерти он показал экспонат Джону Острому, в тот момент писавшему студенческую диссертацию для Йельского университета. Через пару лет Остром в том же районе, что и Браун, нашёл ещё один экземпляр ящера, сравнил его с ранним материалом и описал новый вид, назвав его дейноних. Анатомическое строение дейнониха привело учёного на мысль, что он имеет общие черты с современными птицами, что в конечном счёте привело к возникновению теории происхождения птиц от тероподных динозавров. Ещё одна значимая находка 1931 года — неполный (без черепа) скелет позднее описанного зауропельты, добытый на склонах хребта Прайор в Монтане.
В августе 1932 года Барнум Браун вместе с ассистентами Питером Кайзеном и Дарвином Харбрихтом (Darwin Harbricht) по пути из Монтаны в Вайоминг остановились в городке Грейбулл, где местная жительница рассказала им об увиденных ею костях в нескольких милях от населённого пункта. Заинтересованные путешественники оказались на ранчо 82-летнего мужчины по имени Баркер Хау. Фермер отвел Брауна на холм и показал ему выветривающиеся кости. Сделав предварительный раскоп, искатели извлекли на поверхность позвоночный хребет из 14 позвонков, подвздошную, большую и малую берцовую кости, а также кости стопы. В связи с недостатком финансовых средств дальнейшую работу по разработке карьера, по имени владельца участка получившего название Howe Quarry («Карьер Хау»), пришлось отложить. С помощью спонсора — нефтедобывающей фирмы Sinclair Oil Corporation — работы удалось возобновить весной следующего, 1934 года. После снятия слоя почвы перед исследователями открылось обширное поле, сплошь покрытое остатками длинношеей болотной фауны (было собрано от 2,4 до 4 тыс. костей, принадлежавшим 25 особям). Видавший виды Браун признался, что он «никогда не видел такое множество высушенных костей динозавров».
Столь высокая концентрация окаменелостей на небольшом клочке земли могла бы образоваться при воздействии водяного либо селевого потока, однако в данном случае следов такого воздействия обнаружено не было; к тому же расположение костей свидетельствовало о том, что животные оставались лежать на том же самом месте, где погибли. В 1935 году в журнале Natural History вышла статья, в которой Браун представил ситуацию следующим образом:

В условиях тропического климата мы видим равнину с пышной растительностью, покрытую бесчисленными озёрами и болотами. В низинах господствуют цикады, пальмы и пальметто; на возвышенностях растут сосны. На холмистых заболоченных берегах высокая трава, бесконечные папоротники и тростник образуют пышные заросли. Насколько хватает глаз, кругом видны тысячи динозавров, которые сбиваются в кучи наподобие современных рептилий и занимают водоёмы.
Теперь мать-природа меняет картину. В результате ударного импульса, вызванного деятельностью близлежащих гор, ландшафт поднимается. Крупные озёра высыхают, болота исчезают. Динозавры всё больше концентрируются в оставшихся водоёмах и сбиваются в огромные стада.
С исчезновением воды слабых мелких динозавров затаптывают более крупные; последние всё ближе прижимаются друг к другу, тщетно сопротивляясь судьбе.
Оригинальный текст (англ.)
The climate was tropical, and we see a flat land rich in vegetation, dotted by countless shallow lakes and marshes. Cycads, palms, and palmettos cover the lowlands, with pines on the uplands. Countless ferns, thick grass, and rushes form a rank vegetation over the marshy, hummocked shores. [The dinosaurs] congregate by thousands, huddling close together as reptiles do, and filling every lagoon as far as the eye can see.
Now Mother Earth changes the stage setting. The impulse that finally was expressed by the nearby mountains elevated these lowlands. The large lakes were drained and the swamps vanished. The dinosaurs became more and more concentrated in the remaining pools as they were pushed together in huge herds.
As the water receded, the smaller, weaker dinosaurs were trampled and their bones scattered on the borders of the pool; the larger ones huddled closer and closer together as they made their last futile stand against fate.

— Brown, Barnum. The American Museum - Sinclair expedition. // Natural History. — 1935. — Vol. 35. — P. 438.
Несмотря на уникальность коллекции, её судьба оказалась печальной. В результате многочисленных палеонтологических экспедиций, включая знаменитые открытия в Центральной Азии, соответствующие фонды музея оказались переполнены. К тому же после ухода на пенсию Осборна в 1934 году финансовое положение музея стало ещё хуже. По свидетельству куратора музея Джина Гаффни (Gene Gaffney), ящики с добытым материалом долгое время хранились во внутреннем дворе музея под навесом, пока в 40-е или 50-е годы пожар не уничтожил примерно половину материала. Затем их перенесли в закрытое, но сырое помещение, где оставшаяся часть либо прогнила, либо была испорчена крысами. В настоящее время из этой экспедиции в залах музея можно встретить лишь два экспоната, оба принадлежащие детёнышу барозавра.
| Список экспонатов музея, собранных Барнумом Брауном в 1927—1935 годы | Список экспонатов музея, собранных Барнумом Брауном в 1927—1935 годы | Список экспонатов музея, собранных Барнумом Брауном в 1927—1935 годы | Список экспонатов музея, собранных Барнумом Брауном в 1927—1935 годы | Список экспонатов музея, собранных Барнумом Брауном в 1927—1935 годы | Список экспонатов музея, собранных Барнумом Брауном в 1927—1935 годы | Список экспонатов музея, собранных Барнумом Брауном в 1927—1935 годы | Список экспонатов музея, собранных Барнумом Брауном в 1927—1935 годы |
| Группа                                                               | Вид                                                                  | Материал                                                             | Год                                                                  | Ближайший город                                                      | Зал                                                                  | Каталог                                                              |                                                                      |
| -------------------------------------------------------------------- | -------------------------------------------------------------------- | -------------------------------------------------------------------- | -------------------------------------------------------------------- | -------------------------------------------------------------------- | -------------------------------------------------------------------- | -------------------------------------------------------------------- | -------------------------------------------------------------------- |
| Диплодокиды                                                          | Барозавр                                                             | череп и шейные позвонки молодой особи                                | 1934                                                                 | Шелл (Вайоминг)                                                      | Обучающий центр «Валах»                                              | AMNH 7535                                                            |                                                                      |
| Метопозавриды                                                        | Koskinonodon perfecta                                                | череп                                                                | 1929                                                                 | Камерон (Аризона)                                                    | Первобытные позвоночные животные                                     | AMNH 6759                                                            |                                                                      |
| Протозухии                                                           | Protosuchus richardsoni                                              | скелет                                                               | 1931                                                                 | Камерон (Аризона)                                                    | Первобытные позвоночные животные                                     | AMNH 3024                                                            |                                                                      |
| Дейноних                                                             | Deinonychus antirrhopus                                              | свободно-стоящий скелет                                              | 1931                                                                 | Биллингс (Монтана)                                                   | Ящеротазовые динозавры                                               | AMNH 3015                                                            |                                                                      |
| Зауропельта                                                          | Sauropelta edwardsi                                                  | хвостовой ряд                                                        | 1932                                                                 | Биллингс (Монтана)                                                   | Птицетазовые динозавры                                               | AMNH 3032                                                            |                                                                      |
| Зауропельта                                                          | Sauropelta edwardsi                                                  | скелет со щитками                                                    | 1932                                                                 | Биллингс (Монтана)                                                   | Птицетазовые динозавры                                               | AMNH 3036                                                            |                                                                      |
| Тенонтозавры                                                         | Tenontosaurus tilletti                                               | свободно-стоящий скелет                                              | 1932                                                                 | Биллингс (Монтана)                                                   | Птицетазовые динозавры                                               | AMNH 3034                                                            |                                                                      |
| Полорогие                                                            | Bison bison antiquus                                                 | нижняя челюсть, часть задней конечности, наконечник копья            | 1927—1928                                                            | Камерон (Аризона)                                                    | Высокоразвитые млекопитающие «Мильштейн»                             | Anthro 20.2/5865                                                     |                                                                      |

### Последние экспедиции, 1936—1940
С 1935 по 1942 годы музей возглавляет Рой Чепмен Эндрюс — ещё один протеже Генри Осборна, прославившийся открытием кладбища динозавров в монгольской пустыне Гоби. Вследствие недостатка финансирования экспедиции Брауна становятся всё короче. В 1936 году он переключается на поиски ранних млекопитающих, в связи с чем исследует пермские отложения в районе города Симор на севере Техаса. За короткий сезон этого года ему удаётся пополнить коллекцию музея полным скелетом офиакодона, а также фрагментами скелетов эдафозавра, диметродона, глиптодона, мастодонта, челюстью вымершего вида лошадей Equus giganteus. В следующем, 1936 году, исследователь путешествует по западным штатам на автомобиле вместе со своим ассистентом Роландом Бёрдом (Roland T. Bird), знакомым ещё по работе в Карьере Хау. В уже знакомых триасовых отложениях возле города Камерон (Аризона) экспедиторы добывают череп с челюстью, плечевую кость и несколько позвонков самого крупного известного фитозавра, получившего название Machaeroprosopus gregorii.
Следующие несколько лет знаменуются всплеском интереса к следам, оставленным динозаврами. В частности, два крупных трёхпалых отпечатка были обнаружены на потолке угольной шахты States Mine возле города Седаредж в Колорадо (формация Месаверде, поздний мел). Прибывшая на место группа специалистов во главе с Барнумом Брауном пришла к выводу, что речь идёт об исполинском ящере, ширина шага которого составляла 15 футов (~4,5 м) (позднее удалось разглядеть ещё одни следы, не столь заметные, в связи с чем ширину шага пришлось сократить вдвое). Летом 1937 года было принято решение вырезать сегмент песчаника, в котором были оставлены следы, и доставить в музей. В настоящее время эта находка, согласно анализу принадлежащая следам гадрозавра, украшает переход между залами ящеротазовых и птицетазовых динозавров музея. Осенью Браун продолжил изыскания в Мелаверде, на этот раз в окрестностях города Рок-Спрингс в Вайоминге. Согласно признанию самого искателя, добытый им неполный скелет теропода, величиной сравнимый с альбертозавром, стал 54-м трофеем подобного рода в его коллекции. Там же в Вайоминге недалеко от ручья Биттер-Крик он обнаружил следы эоценовой фауны: остатки похожего на носорога млекопитающего из семейства бронтотериевых, креодонта и нескольких черепах.
Последней масштабной экспедицией Брауна стала поездка 1940 года в засушливую местность Биг-Бенд в Техасе на границе с Мексикой, которая состоялась благодаря многолетнему спонсору — нефтяной компании Sinclair Oil Corporation. Её результатом стало исследование самой южной области США, где когда-либо были найдены остатки динозавров. Было добыто 11 значимых экземпляров, в том числе фрагменты черепа и конечностей брахицератопса, полный череп анкилозавра, несколько костей динозавра, похожего на пентацератопса, а также фрагментированный череп эдмонтонии. Наконец, был найден череп гигантского (по современным меркам) крокодила дейнозуха, жившего в конце мелового периода 80—73 млн лет назад.
| Список экспонатов музея, собранных Барнумом Брауном в 1936—1940 годы | Список экспонатов музея, собранных Барнумом Брауном в 1936—1940 годы | Список экспонатов музея, собранных Барнумом Брауном в 1936—1940 годы | Список экспонатов музея, собранных Барнумом Брауном в 1936—1940 годы | Список экспонатов музея, собранных Барнумом Брауном в 1936—1940 годы | Список экспонатов музея, собранных Барнумом Брауном в 1936—1940 годы | Список экспонатов музея, собранных Барнумом Брауном в 1936—1940 годы | Список экспонатов музея, собранных Барнумом Брауном в 1936—1940 годы |
| Группа                                                               | Вид                                                                  | Материал                                                             | Год                                                                  | Ближайший город                                                      | Зал                                                                  | Каталог                                                              |                                                                      |
| -------------------------------------------------------------------- | -------------------------------------------------------------------- | -------------------------------------------------------------------- | -------------------------------------------------------------------- | -------------------------------------------------------------------- | -------------------------------------------------------------------- | -------------------------------------------------------------------- | -------------------------------------------------------------------- |
| Фитозавры                                                            | Machaeroprosopus gregorii                                            | череп и челюсти                                                      | 1936                                                                 | Камерон (Аризона)                                                    | Первобытные позвоночные животные                                     | AMNH 3060                                                            |                                                                      |
| Эдмонтония                                                           | Edmontonia rugosidens                                                | секционный череп                                                     | 1940                                                                 | Марафон (Техас)                                                      | Птицетазовые динозавры                                               | AMNH 3076                                                            |                                                                      |
| Гадрозавриды                                                         | Гадрозавр                                                            | отпечатки следов                                                     | 1937                                                                 | Седаредж (Колорадо)                                                  | Птицетазовые динозавры                                               | AMNH 3650                                                            |                                                                      |

### Увольнение и дальнейшая карьера
После атаки на Пёрл-Харбор в декабре 1941 года и вовлечения США во Вторую мировую войну вся исследовательская деятельность Американского музея естественной истории была свёрнута, бюджет сокращён до минимума, позволявшего лишь поддерживать текущую деятельность. Опасаясь бомбардировок Нью-Йорка, Браун смог договориться с Музеем Карнеги о продаже первого добытого им экземпляра тираннозавра за 7 тыс. долларов. В 1942 году дирекция музея выпустила распоряжение, согласно которому сотрудники, достигшие 68-летнего возраста, принудительно отправлялись на пенсию. Несмотря на огромные заслуги и прежнюю активность, 1 июля 1942 года 69-летний Браун был вынужден оставить работу, которой посвятил большую часть жизни. Тем не менее, ему было разрешено поддерживать отношения с музеем.
В конце 1942 года Браун переезжает из Нью-Йорка в Вашингтон и поступает на государственную службу в только что созданное Управление стратегических служб, где одной из его задач становится помощь в поиске возможных путей открытия второго фронта со стороны Эгейского моря. Со второй половины 1943 года и до конца войны он занимает должность консультанта по геологическим вопросам при ещё одной государственной организации — Управлении экономической войны, в которой, в частности, изучает данные аэросъёмки на предмет обнаружения закамуфлированных вражеских объектов.
После войны в 1947—1952 годах Браун в сопровождении жены и дочери от первого брака вновь возвращается к основной своей профессии искателя-палеонтолога, на этот раз в Гватемале. Он проводит геологическую видео- и фотосъёмку территории страны — сначала с борта самолёта, а затем наземных видов транспорта. В 1951 и 1952 годах Браун также ищет остатки вымерших организмов в этой стране, однако громких открытий в результате этой поездки сделано не было. Изыскания пришлось свернуть после прихода к власти независимого от США политика Гусмана Арбенса и последовавшего за ним всплеска антиамериканских настроений.
В 1955 году Браун в последний раз выезжает в поисковую экспедицию в Монтану. Добыв для музея два фрагмента скелета плезиозавра, 83-летний учёный перенёс тяжёлое заболевание пятнистой лихорадкой, вызванной укусом заражённого клеща.
Барнум Браун скончался 5 февраля 1963 года, не дожив всего неделю до своего 90-летия. Учёный был похоронен рядом со своей первой женой Марион на её родине в городе Оксфорд на кладбище RiverView Cemetery.

## Семья
Барнум Браун был дважды женат. Первая жена Марион Рэймонд Браун (Marion Raymond Brown, 1877—1910), дочь известного в Оксфорде адвоката и учителя, получила биологическое образование в Колледже Уэллс и Колумбийском университете. Преподавала биологию в школе, после замужества некоторое время сопровождала мужа в экспедициях по западным штатам США. Документальных свидетельств о времени и обстоятельствах знакомства Барнума и Марион не сохранилось, однако точно известно, что они сочетались браком в городе Оксфорд (штат Нью-Йорк) 13 февраля 1904 года. 2 января 1908 года у пары родилась дочь Фрэнсис (Frances Raymond Brown, 1908—1998). Весной 1910 года сначала двухлетняя Фрэнсис, а затем и её мать заболели тяжёлой формой скарлатины. Для Марион эта болезнь оказалась роковой: она скончалась 9 апреля 1910 года.
Со своей второй женой Лилиан МакЛафлин (Lilian McLaughlin, 1887—1971), в замужестве Браун, Барнум познакомился в Нью-Йорке незадолго до его экспедиции в Восточную Африку. Они вновь встретились в Каире, где Лилиан путешествовала вместе со своей тётей, а Барнум сделал кратковременную остановку по пути из Абиссинии в Индию. Свадьба состоялась 20 июня 1922 года в индийском городе Калькутта в период работы Барнума в горах Сивалик. Лилиан сопровождала мужа в поездках в Индию, Мьянму, на остров Самос и в Гватемалу, а также приняла участие в нескольких экспедициях в Монтане, Юте и Вайоминге. О своих путешествиях с Брауном она написала три книги: «I married a Dinosaur» (1951), «Cleopatra slept here» (1951) и «Bring 'Em Back perified» (1958). Барнум дважды обязан ей жизнью: с большим трудом она выходила его во время смертельно опасных инфекционных заболеваний — малярии (1923) и пятнистой лихорадки Скалистых гор (1955). Лилиан пережила мужа на 8 лет.
Обе жены Барнума похоронены рядом с ним на кладбище RiverView Cemetery в Оксфорде. На этом же кладбище в ряду с родителями Марион покоится его дочь Фрэнсис.

## Наследие
Барнум Браун является автором следующих таксонов: родов Ankylosaurus (1908), Kritosaurus (1910), Saurolophus (1912), Hypacrosaurus (1913), Anchiceratops (1914), Corythosaurus (1914), Leptoceratops (1914), Prosaurolophus (1916) и Protosuchus (1934), а также семейства Ankylosauridae (1908). В соавторстве с Уильямом Мэтью был описан род Dromaeosaurus, в соавторстве с Эрихом Шлайкджером — род Pachycephalosaurus (1943).
Браун отдавал предпочтение полевым исследованиям. При этом нередко найденные им окаменелости становились материалом для описания новых видов Генри Осборном, Лоуренсом Ламбом, Эдвином Колбертом и другими учёными.
Научные работы, связанные с описанием новых таксонов:
- Brown, Barnum. The osteology of Champsosaurus Cope. // Memoirs of the American museum of Natural History. — 1905. — Т. 9. — С. 1—26.
- Brown, Barnum. The Hell Creek beds of the Upper Cretaceous of Montana. // Bulletin of the American Museum of Natural History. — 1907. — Т. 23. — С. 823—845.
- Brown, Barnum; Kaisen, Peter C. The Ankylosauridae, a new family of armored dinosaurs from Upper Cretaceous. // Bulletin of the American Museum of Natural History. — 1908. — Т. 24, № 12. — С. 187—201.
- Brown, Barnum.; Pepper, George H. The Cretaceous Ojo Alamo beds of New Mexico ; with description of the new dinosaur genus Kritosaurus. // Bulletin of the American Museum of Natural History. — 1910. — Т. 28, № 24. — С. 267—274.
- Brown, Barnum. Brachyostracon, a new genus of glyptodonts from Mexico. // Bulletin of the American Museum of Natural History. — 1912. — Т. 31, № 17. — С. 167—177.
- Brown, Barnum. A crested dinosaur from the Edmonton Cretaceous. // Bulletin of the American Museum of Natural History. — 1912. — Т. 31, № 14. — С. 131—136.
- Brown, Barnum. A new trachodont dinosaur, Hypacrosaurus, from the Edmonton Cretaceous of Alberta. // Bulletin of the American Museum of Natural History. — 1913. — Т. 32, № 20. — С. 395—406.
- Brown, Barnum. A new plesiosaur, Leurospondylus, from the Edmonton Cretaceous of Alberta. // Bulletin of the American Museum of Natural History. — 1913. — Т. 32, № 40. — С. 605—615.
- Brown, Barnum. A complete skull of Monoclonius, from the Belly River Cretaceous of Alberta. // Bulletin of the American Museum of Natural History. — 1914. — Т. 33, № 34. — С. 549—558.
- Brown, Barnum. Leptoceratops, a new genus of Ceratopsia from the Edmonton Cretaceous of Alberta. // Bulletin of the American Museum of Natural History. — 1914. — Т. 33, № 36. — С. 567—580.
- Brown, Barnum. Anchiceratops, a new genus of horned dinosaurs from Edmonton Cretaceous of Alberta; with Discussion of the origin of the ceratopsian crest and the brain casts of Anchiceratops and Trachodon. // Bulletin of the American Museum of Natural History. — 1914. — Т. 33, № 33. — С. 539—548.
- Brown, Barnum. A new crested trachodont dinosaur Prosaurolophus maximus. // Bulletin of the American Museum of Natural History. — 1916. — Т. 35, № 37. — С. 701—706.
- Brown, Barnum. A complete skeleton of the horned dinosaur Monodonius, and description of a second skeleton showing skin impressions. // Bulletin of the American Museum of Natural History. — 1917. — Т. 37, № 10. — С. 281—296.
- Matthew, William Diller; Brown, Barnum. The family Deinodontidae, with notice of a new genus from the Cretaceous of Alberta. // Bulletin of the American Museum of Natural History. — 1922. — Т. 46, № 6. — С. 367—385.
- Brown, Barnum.; Kaisen, Peter C. A new longhorned Belly River ceratopsian. // American Museum novitates. — 1933. — № 669. — С. 1—3.
- Brown, Barnum.; Kaisen, Peter C. A gigantic ceratopsian dinosaur, Triceratops maximus, new species. // American Museum novitates. — 1933. — № 649. — С. 1—9.
- Brown, Barnum.; Bird, Roland T. A new genus of Stegocephalia from the Triassic of Arizona. // American Museum novitates. — 1933. — № 640. — С. 1—4.
- Brown, Barnum; Schlaikjer, Erich Maren. The skeleton of Styracosaurus with the description of a new species. // American Museum novitates. — 1937. — Т. 955. — С. 1—12.
- Brown, Barnum; Schlaikjer, Erich Maren. The skeleton of Leptoceratops with the description of a new species. // American Museum novitates. — 1942. — № 1169. — С. 1—15.
- Brown, Barnum; Schlaikjer, Erich Maren. A study of the troödont dinosaurs with the description of a new genus and four new species. // Bulletin of the American Museum of Natural History. — 1943. — Т. 82, № 5. — С. 115—150.